# Tumcseviste
Tumcseviste (macedónul: Тумчевиште) település Észak-Macedóniában, a Pologi körzet Gosztivari járásában.

## Népesség
| Lakosok száma | 222  | 248  | 247  | 234  | 228  | 256  | 241  | 235  | 250  |
|               | 1948 | 1953 | 1961 | 1971 | 1981 | 1991 | 1994 | 2002 | 2021 |

2002-ben 235 lakosa volt, akik mindannyian macedónok.